# Dandya thadhowardii
Dandya thadhowardii är en sparrisväxtart som beskrevs av Lee Wayne Lenz. Dandya thadhowardii ingår i släktet Dandya, och familjen sparrisväxter. Inga underarter finns listade i Catalogue of Life.